# Folkets Kunstner i Den Russiske Føderation
Folkets Kunstner i Den Russiske Føderation  (russisk: Народный артист Российской Федерации, tr. Narodnyj artist Rossijskoj Federatsii) er en russisk ærestitel, der tildeles for fremragende præstationer inden for teater, musik, cirkus, vaudeville og biografkunst.
Den honorære titel "Folkets Kunstner i Den Russiske Føderation" blev oprettet ved dekret af præsidenten for Den Russiske Føderation den 30. december 1995 "om etablering af honorære titler i Den Russiske Føderation, godkendelse af bestemmelserne i den honorære titler og beskrivelse af medaljen knyttet til den honorære titler i Den Russiske Føderation". Ved fremlæggelese af dekretet til godkendelse af forordningen om den honorære titel, sagde præsidenten:
| Citat | Den honorære titel "Folkets Kunstner i Den Russiske Føderation" tildeles tidligst fem år efter bevilling af honorære titel "hædret kunstner i Den Russiske Føderation" (russisk: Заслуженный артист Российской Федерации) til skuespillere, instruktører, koreografer, kunstnerriske ledere, korledere, musikere, for skabelsen af forestillinger, film, dramaer, tv-film, koncerter, cirkusforestillinger, musik, tv- og radioudsendelser, der har givet et fremragende bidrag til den nationale kultur og kunst, og har fået bred offentlig anerkendelse. | Citat |
|       | |       |

I sin nuværende form er forordningen om den honorære titel godkendt ved dekret fra præsidenten for Den Russiske Føderation fra 7. september 2010 "om foranstaltninger til forbedring af tilstanden tildeling af Den Russiske Føderation af systemet".